# 은상어목
은상어목(Chimaeriformes)은 연골어류의 일종이다. 은상어와 퉁소상어를 포함하여 3과 6속 50종으로 이루어져 있다. 유령상어라고도 불린다. 4억년 전 상어로부터 분리되어 독자적으로 진화했다. 형태적으로는 데본기 판피류인 극흉목 어류들과 유사하다.

## 하위 분류
- 퉁소상어과 (Callorhinchidae) - 1속 3종
  - 퉁소상어속 (Callorhinchus) - 3종
- 은상어과 (Chimaeridae) - 2속 38종
  - 은상어속 (Chimaera) - 13종
  - 갈은상어속 (Hydrolagus) - 갈은상어, 유령은상어 등 25종
- 코은상어과 (Rhinochimaeridae) - 3속 8종
  - Harriotta - 바늘코은상어 등 2종
  - 식클핀 키메라속 (Neoharriotta) - 3종
  - Rhinochimaera - 3종